# Kris Gaston Kremo
(In un'intervista gli fu chiesto "Che cos'è per lei la giocoleria?")
Kris Kremo, all'anagrafe Kristian Gaston Kremo (Parigi, 1951), è un giocoliere svizzero.
È considerato tra i più grandi giocolieri del mondo, unico nel suo stile, classe ed eleganza, Kris Kremo rapisce il pubblico con numeri incredibili tra cui: sigaro e bombetta, tre cappelli a cilindro, tre palline e tre cigar box. Eredita dal padre Bela Kremo la cosiddetta "giocoleria minimalista". Nel 1977 stabilì un record mondiale (registrato nel Guinness dei primati) lanciando tre cigar box e riprendendole dopo quattro piroette.